# Stiphidion adornatum
Stiphidion adornatum là một loài nhện trong họ Stiphidiidae.
Loài này thuộc chi Stiphidion. Stiphidion adornatum được V. T. Davies miêu tả năm 1988.